# Malvern (Anglaterra)
Malvern és un municipi al comtat de Worcestershire, Regne Unit. Inclou les poblacions de Great Malvern, Barnards Green, Malvern Link, Malvern Wells, West Malvern, Little Malvern i North Malvern. La majoria d'aquests centres urbans estan separats per comunitats. Té 29.626 persones censades, segons el cens de 2011. El principal nucli urbà és Great Malvern, situat a l'est dels turons Malvern i a l'oest del municipi. La pedagoga musical Sarah Ann Glover va morir en aquest municipi.